# 原軒
原軒（1473年—？），字公載，山西澤州陽城縣人，民籍，明朝政治人物。

## 生平
弘治十一年（1498年）戊午科山西鄉試第三十九名。弘治十五年（1502年），登壬戌科第三甲第八十九名進士。歷官直隸樂亭縣知縣。正德二年（1507年）四月选授雲南道试監察御史，七年巡按直隶，七月随军纪功，八年十一月升陕西按察司佥事，遷山东按察司副使，十二年九月升浙江按察使。

## 家族
曾祖父原瑢，前知縣；祖父原宗善，左長史；父原應奎，監生。母李氏；繼母石氏。重庆下。